# Ścieżka przyrodnicza Wydmy

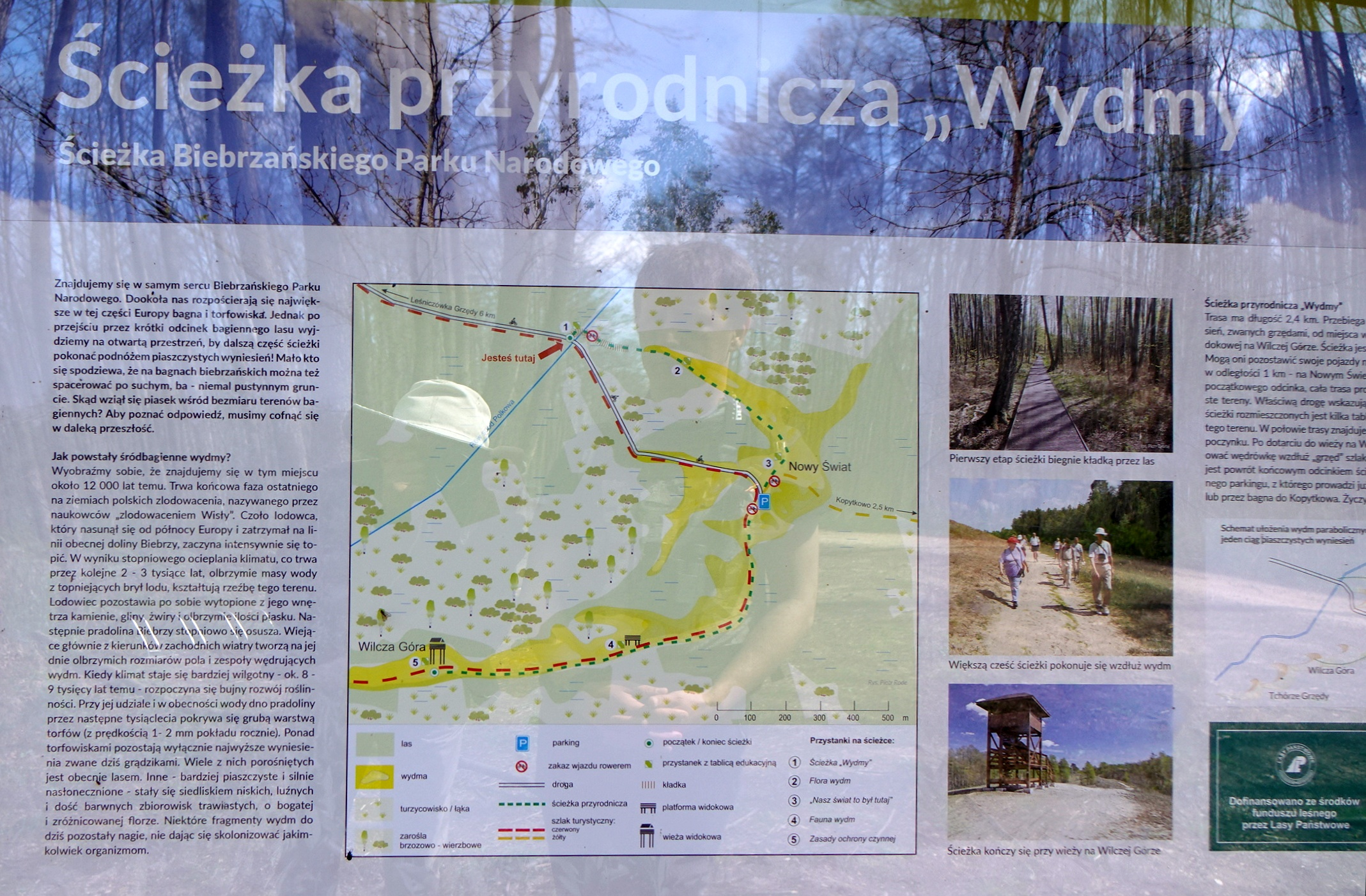
Mapa i opis ścieżki

Ścieżka przyrodnicza „Wydmy” – zielono znakowana ścieżka dydaktyczna w Biebrzańskim Parku Narodowym. Znajduje się w Grzędach w województwie podlaskim, w powiecie monieckim, w gminie Goniądz. Długość 2,4 km w jedną stronę, łącznie z trasą dojścia od parkingu w Grzędach 10,4 km w jedna stronę.
Ścieżka zaczyna się przy czerwonym szlaku turystycznym w odległości około 8 km od parkingu przy Terenowym Ośrodku Edukacyjnym „Grzędy”. Jej początek znajduje się przy mostku na rowie melioracyjnym (Rów spod Polkowa). Pierwszy odcinek to przejście drewnianą kładką przed podmokły ols do parkingu z wiatą, następnie przejście przez wydmę Nowy Świat do miejsca parkingowego z wiatą. Przed II wojną światową wydma ta była zamieszkiwana przez ludzi. Po ich domach nie ma już śladu, ale pozostały jeszcze kępy bzów i lip świadczące o tym, że kiedyś była tu osada. Widoczne są także pozostałości okopów z okresu II wojny światowej. Dalej ścieżka prowadzi wydmami do wieży widokowej na Wilczej Górze, która jest ostatnim przystankiem tej ścieżki. Z wieży rozległy widok na torfowiska, przy dobrej widoczności widoczne są kościoły w Goniądzu i Dolistowiu.
Podczas wędrówki przez wydmy można na nich dostrzec ślady i odchody zwierząt często tu bywających: łosia, jelenia, dzika, sarny, wilka, lisa, borsuka i jenota. Piaski wydm porastają kserofity: kostrzewa owcza, szczotlicha siwa i sukulenty: rozchodnik wielki i rozchodnik ostry. W piasku żyje trzyszcz piaskowy, siwoszek błękitny i mrówkolew, z motyli często występuje modraszek arion.

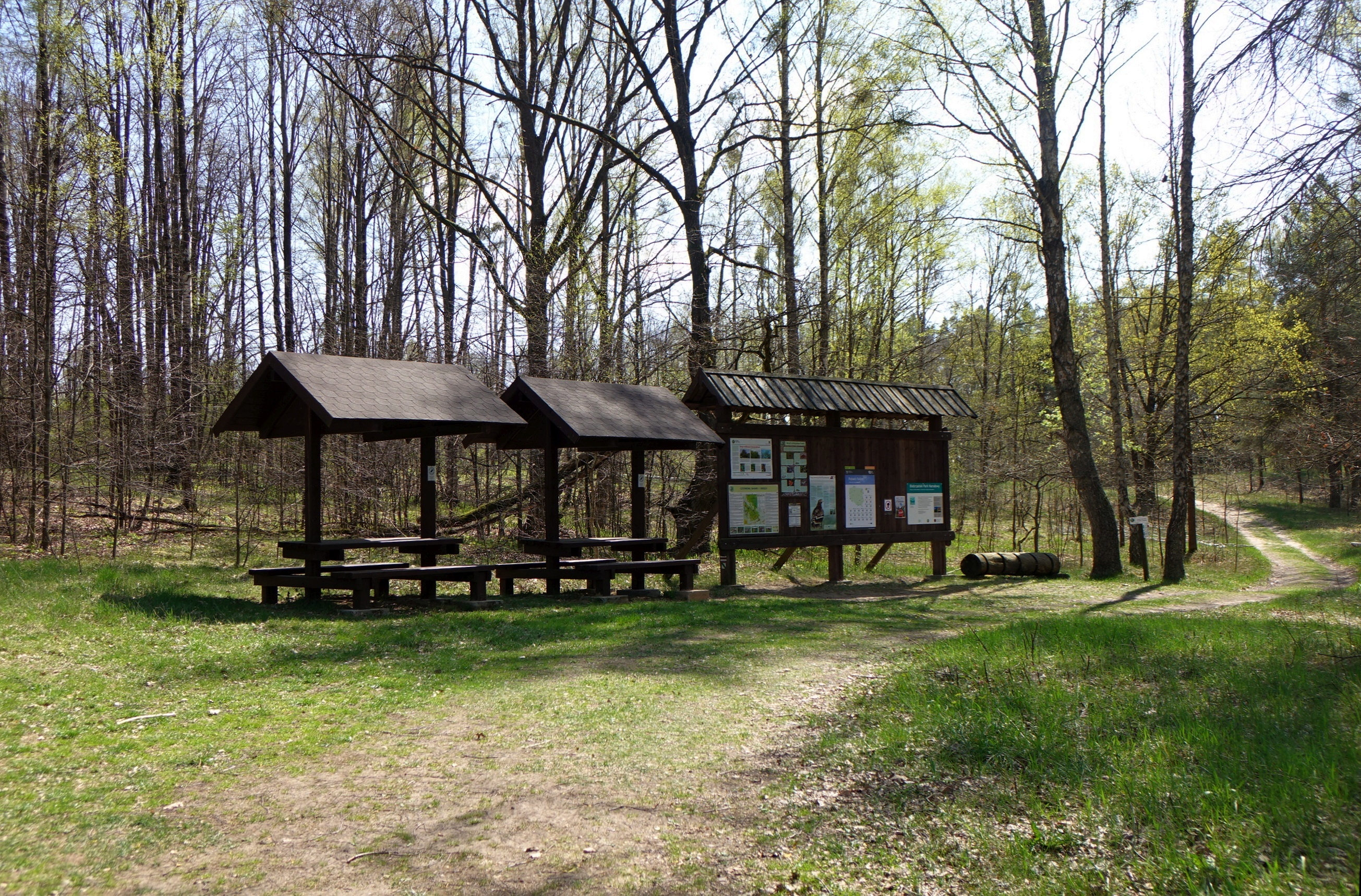
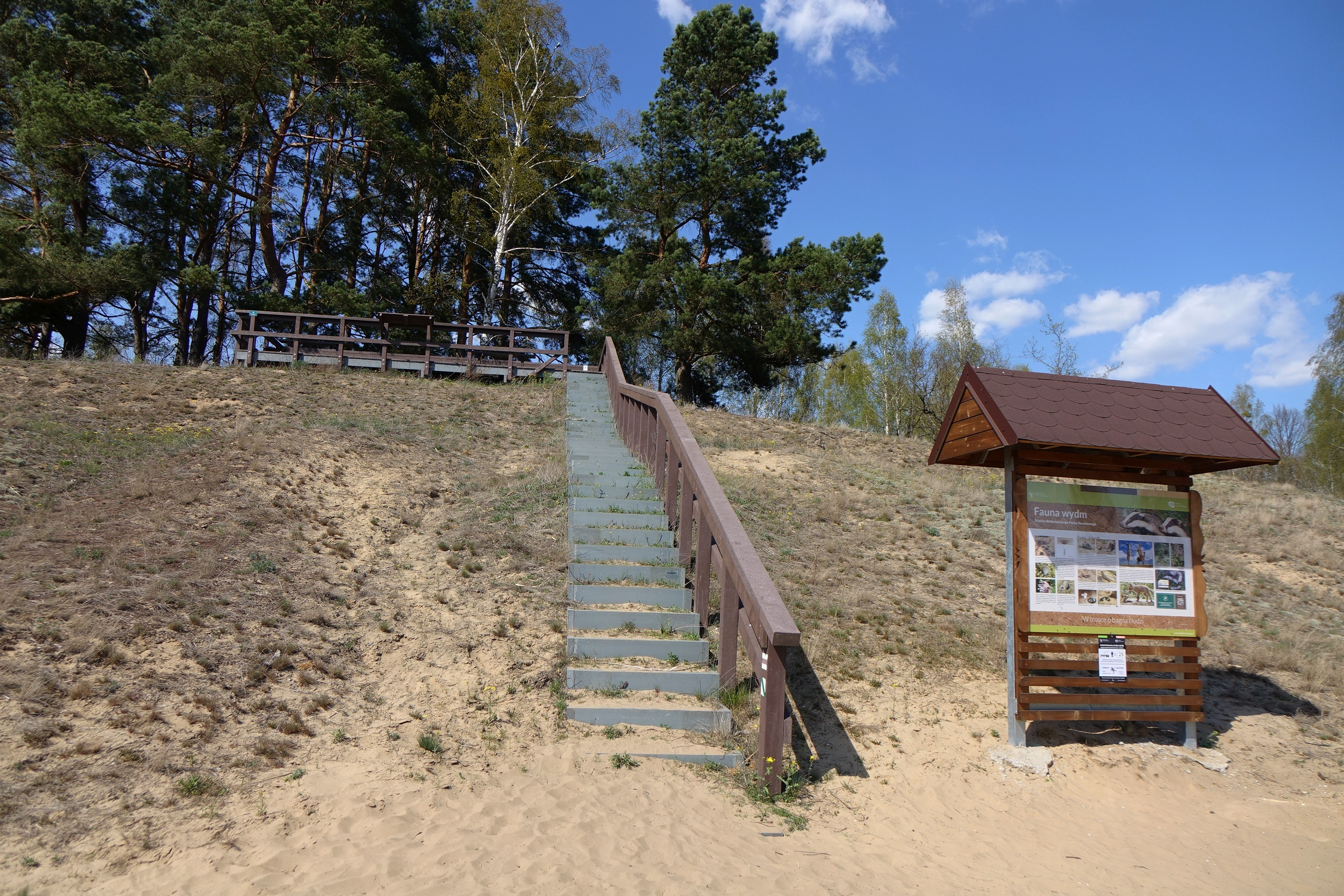
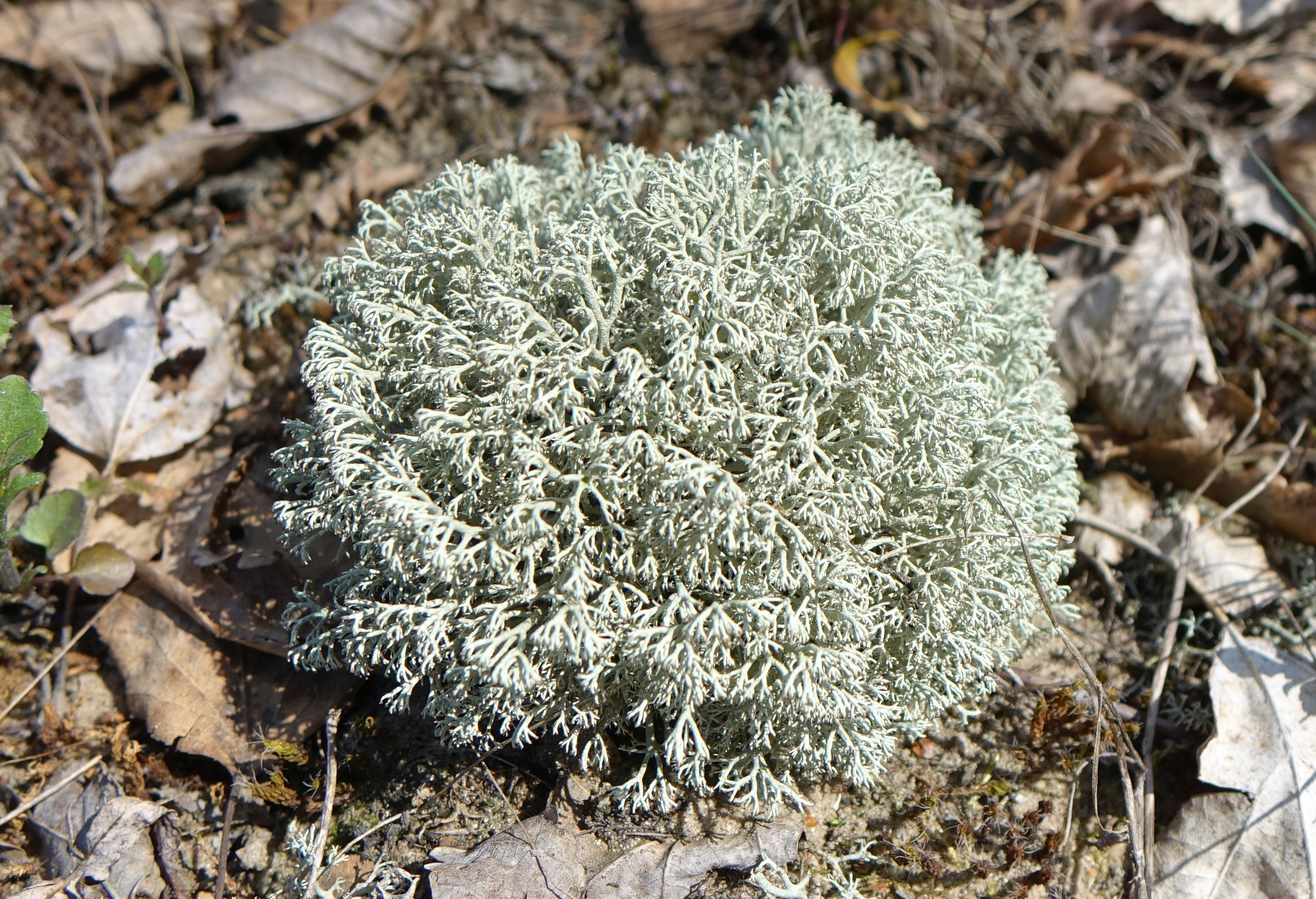
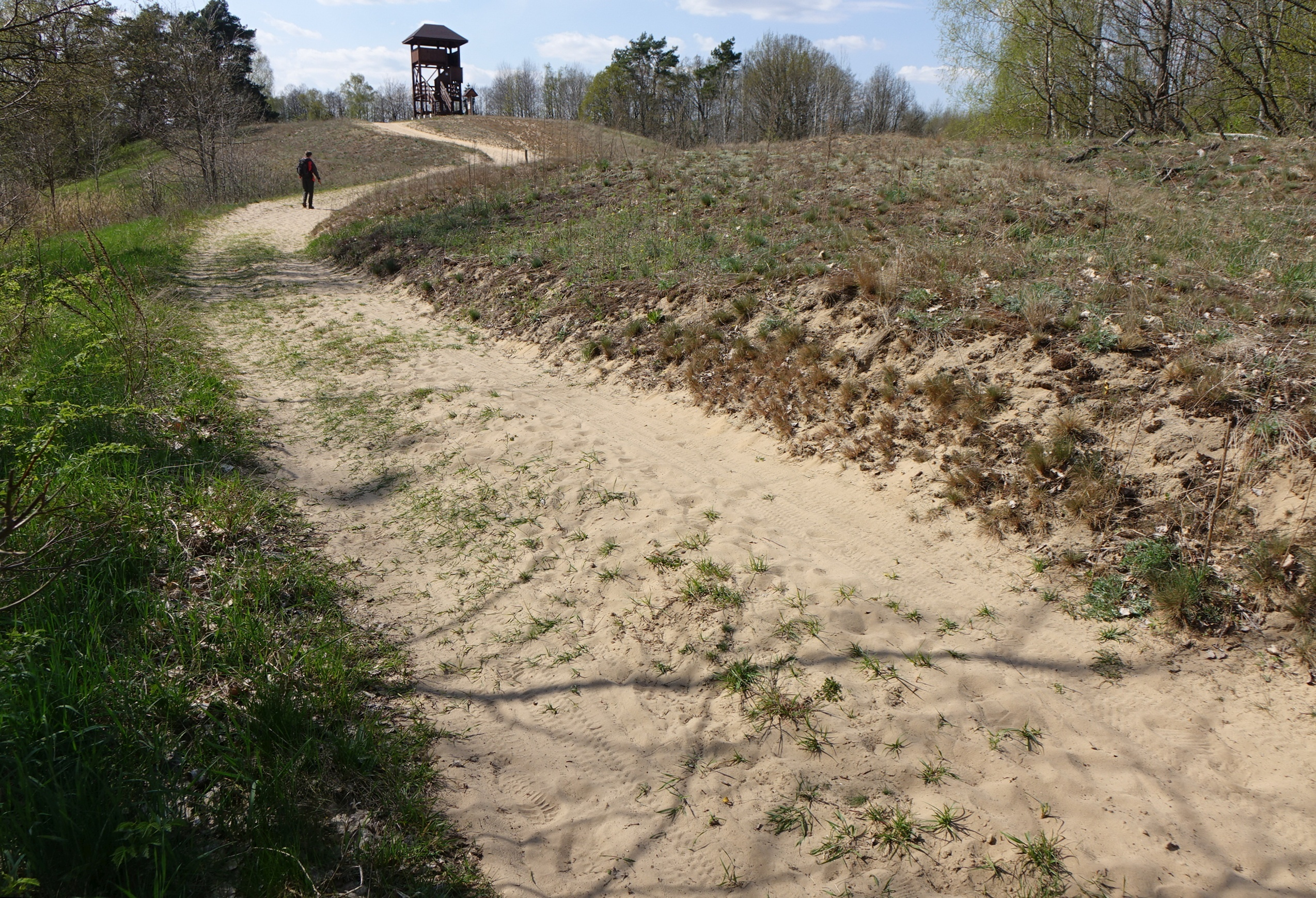
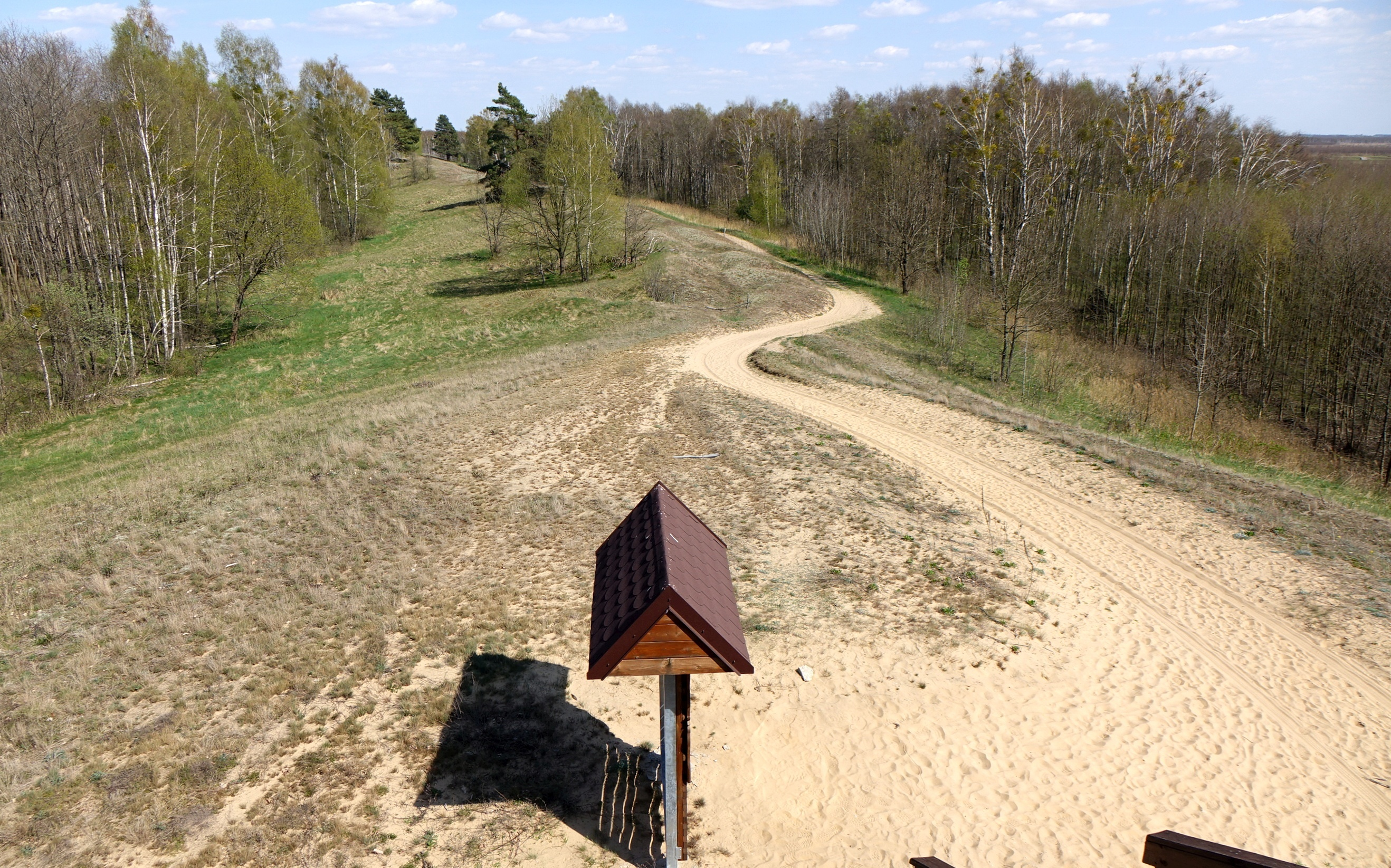
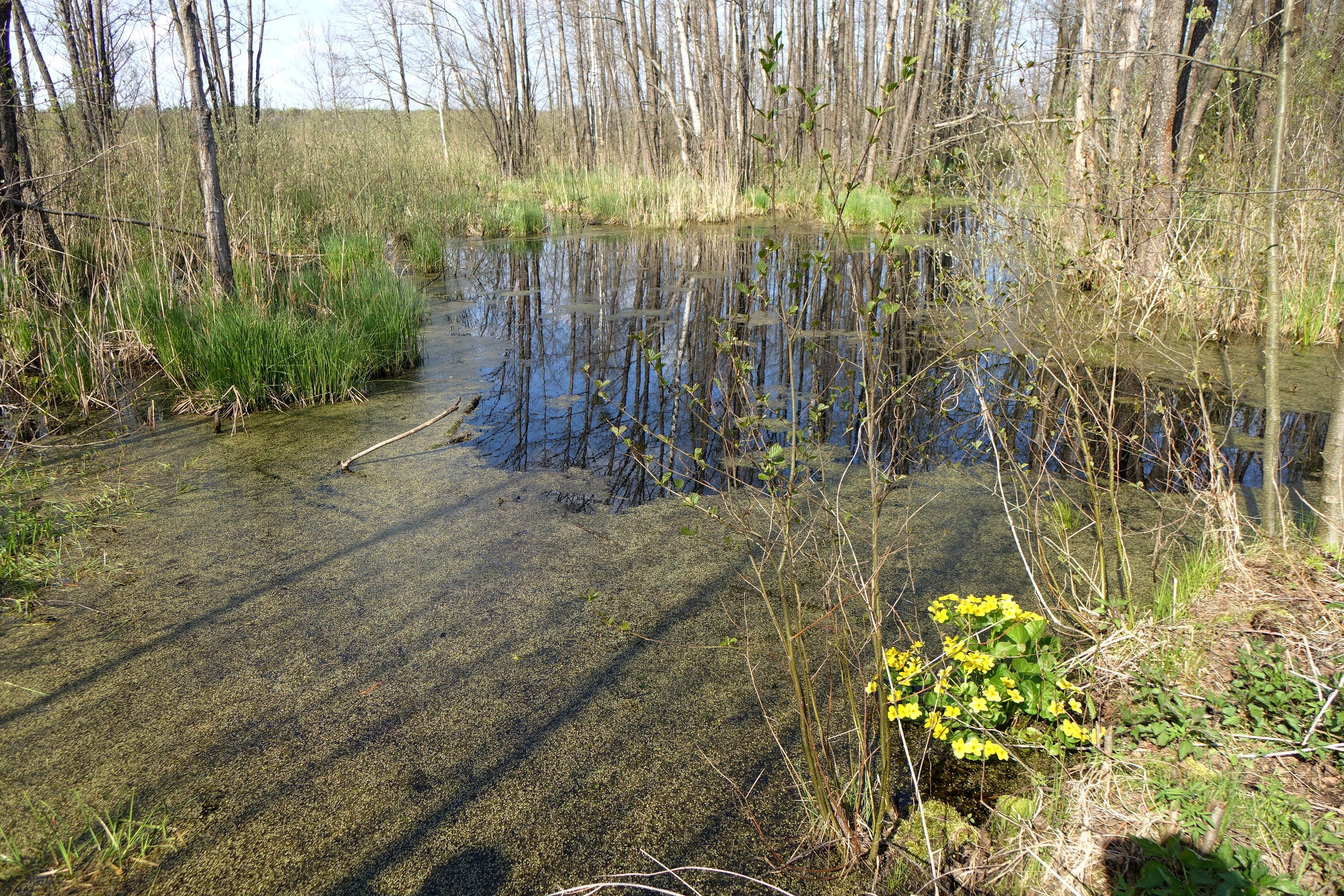
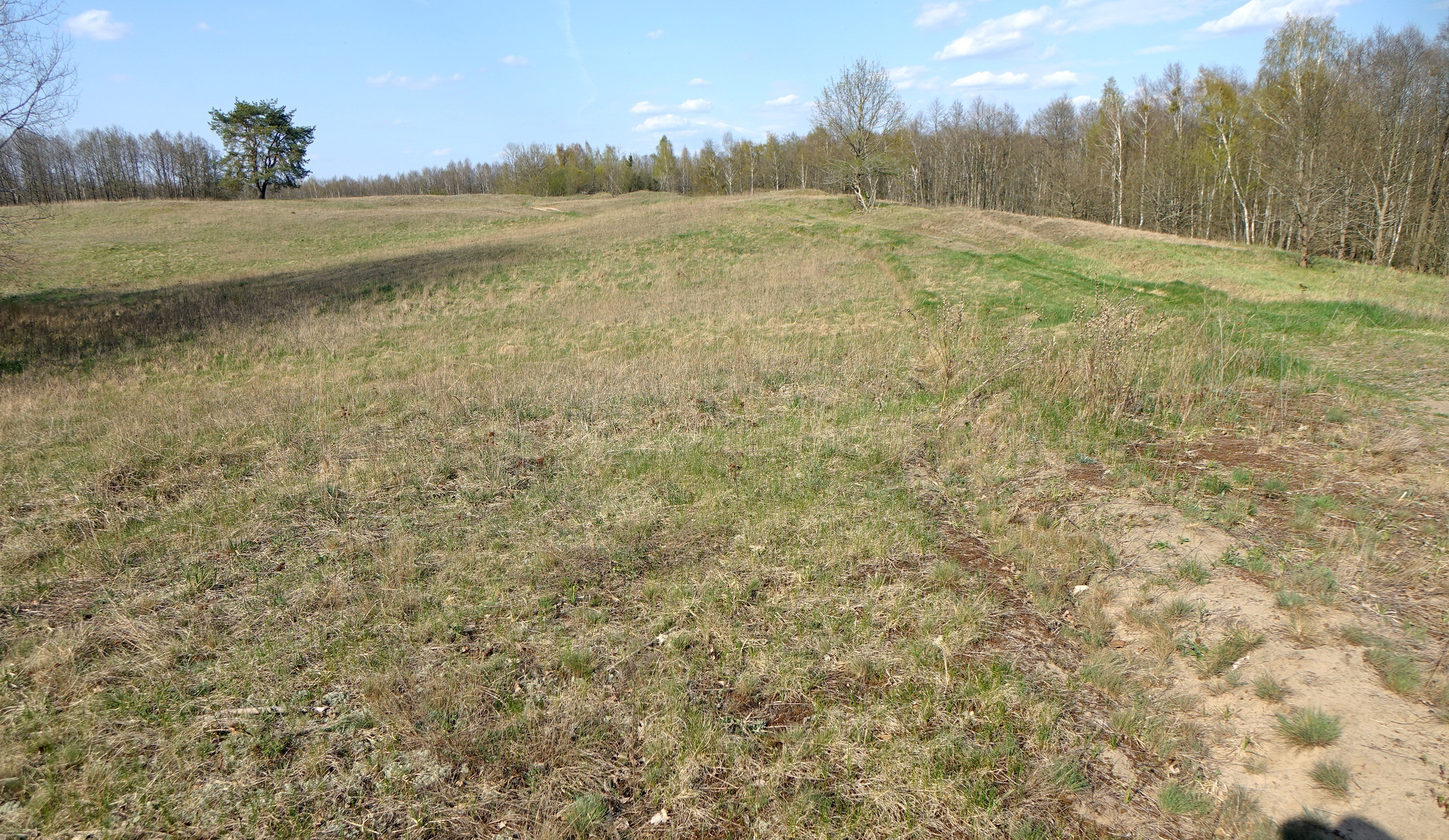
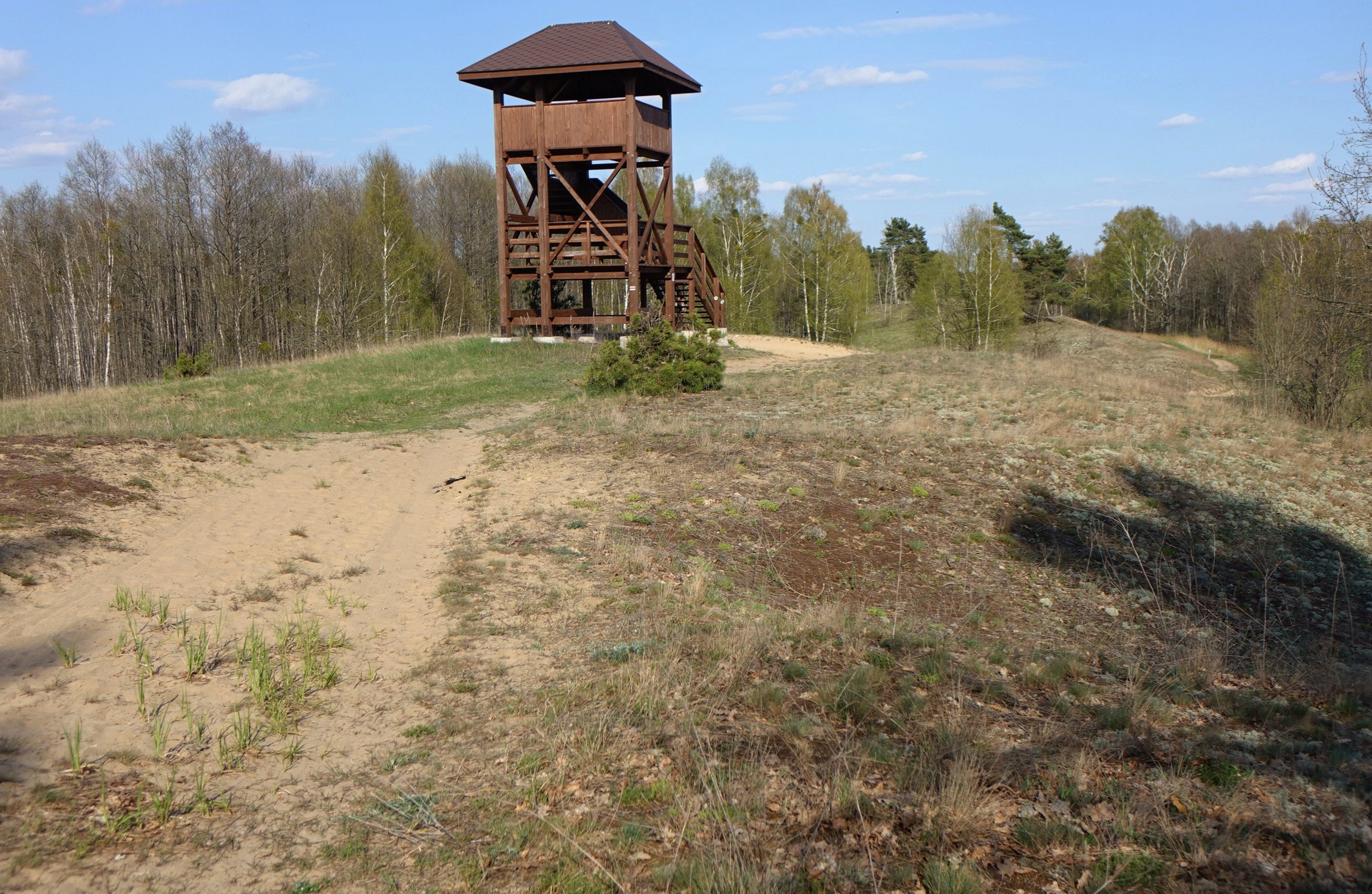